# Vila Liberty
Vila Liberty, původní název vila Watzka, stojí v ulici Krále Jiřího 10, č. p. 1106, ve čtvrti Westend v Karlových Varech. Stavba architekta Otto Stainla je ve stylu secese, probíhala v letech 1902–1903. Stavebníkem byl Oskar Watzka, který vilu nechal postavit pro sebe a svoji ženu Johannu.
Vila byla prohlášena kulturní památkou, památkově chráněna je od 21. srpna 1995, rejstř. č. ÚSKP 10840/4-5031.

## Historie
Vila byla původně nazvána podle stavebníka Oskara Watzka. Projekt vypracoval městský stavební mistr a stavitel v Karlových Varech a Teplicích Otto Stainl (1875–1907). Vila byla postavena v letech 1902–1903 v tehdejší ulici Eduard Knoll-Strasse, dnes Krále Jiřího.
Po roce 1948 byla zestátněna a v této souvislosti pak i přejmenována.
Od roku 1995 je chráněna jako nemovitá kulturní památka České republiky.
V současnosti (únor 2021) je vila evidována jako budova s číslem popisným se způsobem využití bytový dům v majetku společenství vlastníků jednotek.

## Popis
Typická reprezentativní lázeňská vila obklopena zahradou s oplocením. Secesní budova stojí v ulici Krále Jiřího 10, č. p. 1106.